# Tempio di Giove Statore (II secolo a.C.)
Il tempio di Giove Statore era un tempio dell'Antica Roma dedicato a Giove Statore. Insieme al tempio di Giunone Regina era racchiuso dal Porticus Metelli, più tardi ricostruito da Augusto, che ne preservò il perimetro e le fondazioni, ufficialmente a nome della sorella Ottavia, assumendo il nome di Porticus Octaviae. In seguito il porticato fu rimaneggiato sotto Settimio Severo. L'attributo Stator significa "colui che ferma" e si ricollega alla costruzione di un altro tempio in onore di Giove Statore, situato nel Foro Romano.

## Storia
L'edificio venne commissionato da Quinto Cecilio Metello Macedonico dopo il trionfo conseguito nel 146 a.C. ed edificato l'anno dopo. Altri nomi che assunse nel corso dei secoli furono aedes Iovis Metellina e aedes Metelli, per via del cognome del suo committente e del portico in cui era racchiuso. Fu realizzato dall'architetto di origine greca Ermodoro di Salamina. La costruzione sorgeva nelle vicinanze del circo Flaminio, dove ora sorge la chiesa di Santa Maria in Campitelli. Il tempio di Giunone Regina era invece situato ad ovest, al lato opposto di via della Tribuna di Campitelli.
Velleio Patercolo tace riguardo alla possibilità che il tempo di Giunone sia stato eretto anch'esso per volere di Metello: è invece sicuro che il tempio di Giove Statore fu il primo edificio templare costruito completamente in marmo. Questa affermazione probabilmente vale per entrambe le strutture. Davanti al tempio Metello posizionò la statue equestri realizzate da Lisippo raffiguranti i generali di Alessandro Magno (evidenti allusioni allo stesso Augusto), ed è noto che al suo interno vi fossero famose opere d'arte.

## Struttura

### L'antico tempio
Il vecchio tempio del II secolo a.C. aveva uno schema periptero di tipo greco, ossia era circondato da una peristasi di colonne sui quattro lati (in questo caso dodici sul lato lungo, sei sul lato corto, con colonne sul lato posteriore). Lo spazio tra una colonna e l'altra era uguale a quello che le distanziava dalla cella. Si era trattato del primo tempio periptero della romanità, interamente in marmo, ritenuto da Vitruvio un modello nel suo genere. Anche la statua della divinità, come quella di Giunone, era opera di scultori greci, Policle e Dioniso.
Un magnifico frammento di capitello ionico conservato ora nella basilica di San Lorenzo fuori le mura si ritiene che sia l'unico elemento rimasto del tempio repubblicano.

### Rifacimento augusteo
Il tempio rifatto da Augusto (tra il 33 e il 23 a.C.), completamente diverso per pianta e alzato, era sempre esastilo ma sine postìcum (ovvero senza colonnato lungo la parte posteriore), come si evince dalla Forma Urbis. Poiché non vi erano iscrizioni sui templi e c'erano invece evidenti rappresentazioni di una lucertola e di un rospo, qualcuno ha ricollegato a questa caratteristica l'etimologia dei nomi degli architetti spartani Sauro e Batraco, che secondo Plinio il Vecchio realizzarono il tempio e quello di Giunone Regina. Sempre secondo la stessa leggenda, dal momento che le decorazioni dei due templi sarebbero state confuse, le statue votive delle due divinità si riteneva fossero state collocate nelle celle sbagliate da parte degli operai del cantiere.